# تاريخ بوتسوانا

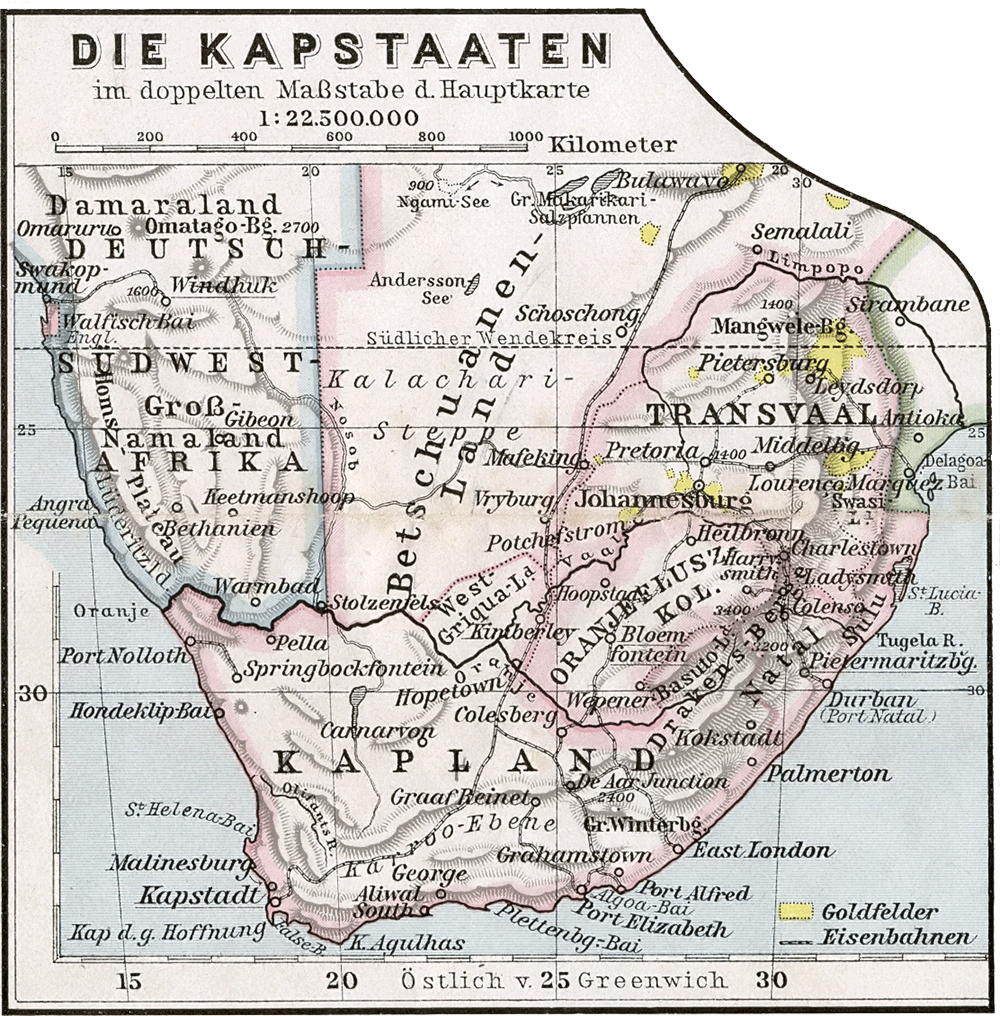

تاريخ بوتسوانا يشير مصطلح باتسوانا ، وهو مصطلح يستخدم أيضًا للإشارة إلى جميع مواطني بوتسوانا، إلى المجموعة العرقية الرئيسية في البلاد (تسمى تسوانا في جنوب إفريقيا). قبل الاتصال الأوروبي ، عاش الباتسوانا كرعاة ومزارعين تحت الحكم القبلي.

## بوتسوانا المستقلة
في يونيو 1966، قبلت بريطانيا مقترحات الحكم الذاتي الديمقراطي في بوتسوانا. ونقل مقعد الحكومة من مافيكينغ في جنوب أفريقيا إلى غابوروني المنشأة حديثا في عام 1964. وأدى دستور عام 1965 إلى أول انتخابات عامة وإلى الاستقلال في 30 سبتمبر 1966.

## وصلات خارجية
- Brief History of Botswana
- Bibliography of Botswana History
- University of Botswana History Department - various resources